# Коршівська сільська рада (Луцький район)
Коршівська сільська рада — орган місцевого самоврядування у Луцькому районі Волинської області з адміністративним центром у с. Коршів.

## Населені пункти
Сільській раді підпорядковані населені пункти:
- с. Коршів

## Склад ради
Рада складається з 12 депутатів та голови.

## Керівний склад сільської ради
| ПІБ                               | Основні відомості                                                                             | Дата обрання | Дата звільнення |
| --------------------------------- | --------------------------------------------------------------------------------------------- | ------------ | --------------- |
| Хінцінський Ярослав Володимирович | Сільський голова, 1948 року народження, освіта, член Всеукраїнського об'єднання «Батьківщина» | 26.03.2006   | 31.10.2010      |
| Тарасюк Марія Євгенівна           | Сільський голова, 1972 року народження, освіта вища, позапартійна                             | 31.10.2010   |                 |

Примітка: таблиця складена за даними джерела

## Населення
За переписом населення України 2001 року в сільській раді мешкало 679 осіб.

### Мова
Розподіл населення за рідною мовою за даними перепису 2001 року:
| Мова       | Відсоток |
| ---------- | -------- |
| українська | 99,56 %  |
| російська  | 0,29 %   |
| білоруська | 0,15 %   |